# Johann Christian Gottlieb Irmler
Johann Christian Gottlieb Irmler (* 11. Februar 1790 in  Obergrumbach; † 10. Dezember 1857 in Leipzig) war ein deutscher Klavierbauer

## Leben
Johann Irmler lernte Tischler und begab sich auf Wanderschaft durch Sachsen, Thüringen und Bayern. Bei den Meistern in Wien studierte er Klavierbau. Er war sehr musikalisch, in seiner Jugend lernte er Violine und Klavier, besonders auf dem Tasteninstrument brachte er es zu besonderen Fähigkeiten. In dem weltberühmten Haus von Breitkopf & Härtel in Leipzig eignete er sich Fachkenntnisse im Instrumentenbau an und machte sich in dieser Branche selbständig.
Mit 28 Jahren gründete er am 8. April 1818 in den Räumen der Barfußmühle zu Leipzig eine Pianofortefabrik. Wegen kontinuierlichen Wachstums zog die Firma 1828 in die Leplaystraße, 1943 wurde sie durch Luftangriffe vollständig zerstört. Irmler erfand, wie viele andere Klavierbauer seiner Zeit, neue Teile, um das Instrument zu verbessern. 1842 konzipierte Irmler eine neue Mechanik für Flügel, die eine schnellere Repetition und bessere Kontrolle im Vergleich zu den damals üblichen Konstruktionen ermöglichte. Im selben Jahr verlieh der König von Sachsen Irmler für seine Verdienste die Große Goldene Sächsische Königliche Staatsmedaille.
Irmler war bekannt für die Herstellung sehr guter Flügel, Tafelklaviere und Klaviere, einige seiner früheren Produktionen sind noch heute im Germanischen Nationalmuseum in Nürnberg zu sehen.
Nach seinem Tod übernahmen seine Söhne Otto und Oswald Irmler die Fabrik. Sie modernisierten den Betrieb auf das Niveau der europäischen Klavierherstellung um 1861 mit dampfbetriebenen Maschinen. 1861 starb Otto Irmler und die Leitung der Klavierfabrik fiel allein an den erst 26-jährigen Oswald, er führte die Firma bis zu seinem Tod im Jahr 1905 weiter.